# 國務機要費案
國務機要費案，是發生在2006年中華民國的一宗政府弊案，案件涉及時任民主進步黨籍的中華民國總統陳水扁、第一夫人吳淑珍與前中華民國總統府副秘書長馬永成等人。這宗與中華民國總統國務機要費預算支出相關的非告訴乃論之罪案件，於分案後由台灣高等法院檢察署查緝黑金行動中心（最高法院檢察署特別偵查組前身）檢察官陳瑞仁偵辦。由於事涉國家元首，各國媒體均曾報導。
國務機要費案引發檢察單位針對各個首長的特別費支出進行調查與起訴。在中華民國首長特別費事件中，包括馬英九等七千多名政務首長皆遭到調查與起訴，但皆獲判無罪。
2022年5月30日，立法院三讀通過《會計法》第九十九條之一條文修正草案，6月15日總統公佈，國務機要費除罪化。

## 事件經過
2006年6月22日，「台灣紅」公司負責人李慧芬向時任親民黨立法委員邱毅爆料，指她在台北君悅大飯店住宿收到的新台幣300萬元的統一發票被她的堂姐李碧君拿去轉交吳淑珍核銷國務機要費。6月23日，審計部派員赴總統府查帳，並將疑涉不法的相關資料函送台灣高等法院檢察署查緝黑金行動中心調查。負責此案的陳瑞仁檢察官曾經訊問陳水扁、吳淑珍、馬永成等人，要求他們就國務機要費的支出作出說明。
2006年11月10日晚，查黑中心由檢察官陳瑞仁、周士榆親自帶隊搜索萬海航運。依據檢調對外公佈的調查報告，萬海航運副董事長陳柏廷2005年在Tiffany買定價新台幣105萬元的鑽錶（打折後價格為新台幣99萬元），送給陳致中當結婚賀禮；但是吳淑珍不喜歡，想換新台幣147萬元的鑽戒；吳淑珍後來強硬要求Tiffany破例打折兼換貨，取得新台幣132萬元的折扣價，並以新台幣27萬餘元太平洋崇光百貨禮券補差價，最後還用發票請領國務機要費。
此外，民進黨立法院黨團及吳淑珍辯護律師皆提出本案起訴是否違反《中華民國憲法》第五十二條「總統刑事豁免權」規定之釋憲聲請，希望刑事豁免權之範圍擴及第一夫人及總統府其他官員。釋憲聲請理由主張：因為總統刑事豁免權，在程序與實體上皆不得對本案進行刑事偵查、起訴與審判。為民進黨立院黨團草擬總統刑事豁免權聲請釋憲文的台灣智庫研究諮詢委員汪平雲指出，國務機要費是總統行使職權核心，不是司法可以隨便干涉；因此他才針對總統職權上的行為，提出永久豁免權，目的是保障國家憲政，絕非外界所稱的帝制。
2007年6月，國務機要費案大法官解釋文出爐，宣告總統刑事豁免權及於偵查、起訴及審判，且總統享「國家機密」特權及「拒絕證言」權；檢院將陳水扁總統以國務機要費案嫌疑人身份偵審，有侵害總統刑事豁免權之虞。

## 偵查結果與起訴
2006年11月3日，台灣高等法院檢察署書記官長張文政宣佈國務機要費案偵查終結。檢方認定：陳水扁與吳淑珍、馬永成、林德訓、陳鎮慧四人均涉貪瀆；涉及的6宗秘密外交案中，只有2宗是實案，其餘1宗為虛構，3宗無關秘密外交費用。
因陳水扁當時具有總統身份，而受《中華民國憲法》第52條之保障——有刑事豁免權，要等其卸任或遭罷免之後才能另外起訴。高檢署只起訴吳淑珍、馬永成、林德訓、陳鎮慧四人，並認定吳淑珍以他人付款消費的發票詐領國務機要費共新台幣1,480萬元。

### 被訴罪名
- 總統夫人吳淑珍：偽造文書及貪污治罪條例
- 前總統府副秘書長馬永成：偽造文書罪
- 陳水扁總統辦公室主任林德訓：偽造文書罪及偽證罪
- 總統府會計兼出納陳鎮慧：偽造文書罪及偽證罪

### 獲緩起訴處分
- 杏林新生製藥負責人種村碧君（日本籍，原名李碧君）
- 前總統府機要室主任曾天賜（前任中華民國對外貿易發展協會副董事長）

## 審判結果
- 一審：臺灣臺北地院97年度金矚重訴字第1號判決。（98年9月11日）
- 二審：臺灣高等法院98年度矚上重訴字第60號判決。（99年6月11日）
- 三審：最高法院99年度台上字第7078號判決發回更審。（99年11月11日）
- 更一審：臺灣高等法院99年度矚上重更（一）字第3號判決。（100年8月26日）
- 三審：最高法院101年度台上字第3895號判決發回更審。（101年7月26日）
- ＜更二審臺灣高等法院審理中＞

## 相關事件

### 憲法第五十二條爭議
《中華民國憲法》第五十二條規定總統有刑事豁免權，因此這次案件的被起訴名單中並沒有陳水扁的名字；但因為吳淑珍被列為貪污罪共同正犯，是以陳水扁的公務員身份而成立的共犯身份，故有人認為在陳水扁有刑事豁免權時，吳淑珍亦不應被起訴。但有另外一部份的人認為，刑事豁免權的適用只在於起訴的部份，其他如偵查、證人部份則不應被豁免。
此項爭議由民進黨立法院黨團提出了大法官釋憲的要求，但在2007年1月25日被司法院以不具適格性的理由駁回釋憲要求。

### 吳淑珍無法出庭
吳淑珍第一次出庭時即因身體不適而中途離開法院，被送進了台大醫院。之後，醫院內的醫生便都在法院開庭時開出吳淑珍身體不適的證明，說明其不克出庭的情事。
在此其中，張熙懷檢察官在2007年1月18日曾於媒體面前洩露了吳淑珍的病歷隱私，說吳淑珍患有憂鬱症。

### 南線專案騙局
2006年7月20日，《自由時報》以顯著篇幅及版面就中華民國總統府成員所涉及國務機要費案進行報道，而且由副總編輯鄒景雯撰文，文章提到陳水扁政府為強化對澳洲外交關係，特別成立「南線工作」專案，簡稱「南線專案」，以國務機要費進行「機密外交」；並引用不具名者發言，指稱全案在臺北市立第一女子高級中學（北一女）門口給錢並進行單據簽收等工作。聯合晚報同一天，亦於二版以頭條標題「官員證實：南線工作窗口拿君悅發票報帳」報導。聯合報於2006年7月21日在Ａ2版刊登標題「府核心：線民剛好拿扁嫂友人收據..倒楣」，報導相關內容。
2006年7月22日，據報載時任親民黨立法委員邱毅對外表示：
台灣紅負責人李慧芬向他說，澳洲政府從媒體報導獲悉台灣有南線專案，恐引起外交事件，下周將展開調查誰拿了陳水扁政府國務機要費；但陳水扁政府似乎還沒有警覺事態嚴重，還在絞盡腦汁要圓南線專案的謊，前中華民國對外貿易發展協會副董事長曾天賜已要求李慧芬的前夫邱達偉用他在中華民國護照上登載的名字「邱獻章」於本月23日返回台灣，澳洲中華貿易策進會秘書長Ross Madock隨同邱獻章來台灣；南線專案是「總統府的腳尾飯劇本」，曾天賜安排邱達偉與Ross Madock火速返台是要他們合演「腳尾飯的續集」，以向台灣新聞界證明確實有南線專案及「窗口」、「中間人」的存在；如果真的有南線專案，則邱達偉涉嫌侵占公款，總統府違反《預算法》；如果南線專案是假的，則曾天賜與邱達偉涉嫌詐欺罪及偽證罪等語。
2006年7月23日，邱達偉返回台灣，接受媒體聯訪時只強調「這是我自己的國家，我當然可以回來」，一律不回答有關南線專案的問題，反而要記者「去問當事人」；李慧芬則說，邱達偉是趨炎附勢的人，他這次返回台灣是要幫陳水扁圓國務機要費的謊，如果這樣的人能替陳水扁政府做秘密外交，「我覺得好笑」。同日，邱毅說，由於這幾天台灣用錢對澳洲進行秘密外交的新聞引起澳洲政府注意，澳洲政府下周將展開調查是否有官員收台灣的錢，「事情已經鬧大了」，Ross Madock怕捲入國際糾紛才臨時取消來台行程；澳洲中華貿易策進會在澳洲所辦的活動都是公開的，相關經費也都向中華民國外交部請款，2005年11月舉辦的年會開會費用5萬澳洲元也向中華民國外交部請款，絕對稱不上是秘密外交。
2006年7月25日，《自由時報》刊登鄒景雯與記者施曉光署名的報導，再次引用不具名者發言：「陳水扁總統運用部分國務機要費從事對外關係的強化，其中有關『南線工作』的部分，了解內情的人士表示：立委邱毅自行編造李慧芬前夫邱達偉可能就是台灣對澳『中間人』的劇情，與事實根本毫不相關；邱毅與李慧芬把邱達偉無辜地推上媒體審判台，後果應由始作俑者自行負責。……政府有關方面表示：『南線工作』部分情況曝光後，邱毅與李慧芬等人先是『爆料』宣稱邱達偉就是『中間人』，之後又說邱層級不夠如何如何，可謂『自編自導』還外加『自我否認』，從頭到尾都是他們自己在說；媒體被耍得團團轉，跟著無謂追逐起舞；這種手法讓工作人員都『看傻了眼』。」同日，邱毅說，媒體都在猜測「中間人」是邱達偉，李慧芬也曾說「如果照這個來看的話，應該是邱達偉」，緊接著媒體就來問他，他說「根本沒有南線工作專案，總統府是很會掰的」；他說，總統府不斷在圓謊，「你去問曾天賜嘛，因為所有的東西都是曾天賜一手炮製出來的嘛；南線工作專案，如果根本是曾天賜、總統府所製作出來的腳尾飯劇本，當然一切都沒有啊！」
2006年8月6日，陳水扁首度接受臺灣高等法院檢察署查緝黑金行動中心檢察官陳瑞仁訊問，說南線專案是從2003年年中一直持續到2005年，金額約新臺幣500萬至600萬元。
2006年10月5日，中國國民黨立法委員李慶華在立法院法制委員會質詢時質疑有沒有南線專案，中華民國國家安全會議副秘書長王西田說「國安會沒有南線專案」，中華民國國家安全局副局長楊國強也說國安局沒有這方面預算。李慶華說，陳水扁宣稱國務機要費用於中國情蒐、南線專案，還向陳瑞仁提供名單，實際卻是國務機要費被陳水扁中飽私囊；根據他獲得的資料，陳水扁以「假名單」、「假情報員」向檢察官謊稱有南線專案核銷國務機要費，藉以擺脫偽造文書及貪汙罪嫌；被陳水扁用來脫罪的人頭叫做龔金源，英文名「Chin-Yuan Kung」，是福爾摩沙聯誼會會員，是陳水扁的金主、紅頂商人，「是陳水扁的哥兒們，兩人交情深厚」，在陳水扁台北市長任內被任命擔任台北市駐美國達拉斯市代表；1998年陳水扁連任台北市長失敗時，龔金源提供賓士320轎車給陳水扁使用；2000年7月19日，中華民國財政部聘龔金源擔任台灣企銀公股代表；2005年12月28日，中華民國財政部聘龔金源擔任第一金控公股代表。李慶華說，龔金源在台灣至少有三家營造公司，在上海有兩家、北京有三家、天津有一家，都是房地產公司，還取得澳洲公民資格，上海、台北、澳洲輪流住，「他這樣的身分，會是線民、情報員嗎？如果是，還能當銀行公股代表嗎？他這麼有錢，還需要陳總統的線民費嗎？」李慶華說，陳水扁找上龔金源，原因除了兩人交情深厚，還因為陳水扁曾請人匯款新臺幣2,000萬元給龔金源之妻張晚莉，那筆錢是給陳水扁在中國大陸買房子；陳水扁卻把匯款單交給檢察官，謊稱是給龔金源的「線民費」，還要龔金源扛下總數新臺幣8,000萬元的「情報費」，「這就是事情真相」。
2006年10月12日，李慧芬在立法院總統罷免案審查會中證實，她先前返國接受約談時，陳瑞仁確曾說出龔金源的名字；她與龔金源夫婦是多年好友，龔金源是精明的生意人、不會是情報員；龔金源與陳水扁是好友，也是陳水扁主要金主之一，可以直接進入總統府與玉山官邸，但她不相信他是陳水扁在上海的線民；總統府以僑選立委及貸款作為誘因，要邱達偉在本年7月返回台灣，配合總統府南線專案劇本演出；邱達偉絕不可能是南線專案裡的情報員或線民；她曾親眼見她堂姊李碧君（種村碧君）將一張發票連同購物袋交給吳淑珍。
2006年11月4日，李慶華說，陳水扁在本年10月27日第二次應訊時正式在紙條上寫下南線專案「甲君」的真實姓名，其身分與曾天賜及李碧君所述者均屬同一人；李慧芬則說，國務機要費案檢方起訴書所指「甲君」就是龔金源。李慶華說，陳瑞仁偵辦國務機要費案時訊問張晚莉五次，最後一次是本年10月30日；陳瑞仁在國務機要費案起訴書第11頁就明述，「甲君」於2006年10月28日晚上由國外傳真信函一紙「請其配偶於同月30日當庭提出給檢察官並具結證實確係甲君之筆跡」，張晚莉遭檢方傳喚的時間點與陳瑞仁所述「甲君」的時間相合，龔金源與張晚莉可以不用浪費力氣控告他了。李慧芬說，曾天賜透露南線專案之後，邱達偉不明就裡地回到台灣，原本還要演下去，最後還是放棄。李慧芬與李慶華說，龔金源會被挑上，是因為他是上海台商，在澳洲又有房子，在台灣又是陳水扁的金主；如果不是龔金源名字曝光，大家還會演下去。
2006年11月5日，陳水扁舉辦記者會說明國務機要費案起訴書內容，開頭就對南線專案「甲君」的人身安全問題露出關切之情，但沒有說明有關「甲君」領走的國務機要費有52張發票、以及「甲君」人不在台灣的事證。
2006年11月12日，《中國時報》諷刺：「陳總統虛構的『南線專案』，從府方幕僚造假文件，再透過《自由時報》『大獨家』報導，接著對檢察官陳瑞仁陳述，直到最後被拆穿，在在顯示整個南線謊言是經過慎密的精心布局。……總統說謊，並利用特定媒體散布所謂的秘密情報工作，最後被司法破解；南線專案已成『反間情報』最佳教材。」情治圈人士私下表示，「南線小姐」是在不知情下被利用的：如果南線小姐有機會在國安局安研班或國防部軍情局情幹班旁聽幾堂課，對情報工作有些認識，或許就不至於輕信「在北一女校門口交錢」這種外行話了。
2006年11月28日，陳水扁的子弟兵羅文嘉在美國波士頓大學發表演說，表達對國務機要費案的看法，認為陳水扁並未貪污，但批評南線專案等抗辯為說法前後矛盾的「很糟糕」策略，「為什麼會有可能的偽證出現呢？為什麼有所謂的南線專案出現呢？為何前後說法矛盾？這個事情反而是比較嚴重的」；羅文嘉因而飽受挺扁人士抨擊「忘恩負義」，民進黨扁系立法委員高志鵬批評「全世界的人都可對阿扁劃清界限，只有羅文嘉不行」，《美麗島新聞網》總主筆葉柏祥批評「羅文嘉以激進的口吻，罕見公開批評昔日提拔他的長官、也是他從政生涯以來的貴人……為了自己的政治前途，就痛罵昔日主子」。
2006年12月6日，政治評論家唐湘龍諷刺：「《自由時報》的府院黨新聞正確率是非常高的；就算錯得離譜，也不會有人出來否認、抗議、提告。例如『南線工作』，這是《自由時報》的超級大獨家，頭版、二版、三版，大製作；結果呢？超級假、超級烏龍。這是特定管道放給特定媒體的假新聞；錯了，也是周瑜、黃蓋，願打願挨。更不必指望會有『媒體觀察基金會』、『新聞公害防治基金會』這種『客觀公正』到不行的單位出來指正了。」
2007年1月30日，李慶華說，龔金源於2006年6月23日及7月13日回臺灣時，吳淑珍的密友「羅太太」之夫羅勝順（前中華紙漿董事長）與曾天賜以總統府有新臺幣150萬元發票報帳有狀況為由，希望龔金源假稱曾收受情報費新臺幣150萬元，並以等值發票供總統府報帳；龔金源爽快同意後，在領據上簽下中文真名；幾天後，羅勝順與曾天賜再邀龔金源見面，說有問題的發票總數為新臺幣600萬元，直言陳水扁希望龔金源能幫忙到底；發票金額爆增讓龔金源心生顧慮，龔金源不願在領據上簽下中文名「龔金源」或英文名「Lawrence」，最後龔金源同意用假名「James」簽下三張偽造領據，三張偽造領據的金額分別是新臺幣四百萬、150萬及50萬元，曾天賜當場撕掉龔金源先前以中文真名簽下的新臺幣150萬元領據。同日，曾天賜駁斥，相關說法都是胡說八道；查黑中心則表示，檢方偵查本來就不認為龔金源是一個機密外交工作執行者，查黑中心不知如何回應李慶華的說法。
2008年3月29日，中評社報導：「鄒景雯在扁政府任內，經常取得獨家新聞，是陳水扁對外放話的重要窗口；包括國務機要費案發生期間，被檢方認為是總統府編造的『南線專案』，也是鄒景雯所獨家報導。」
2008年5月3日上午，邱毅說，2006年8月他揭發國務機要費案，總統府為了圓謊而編出南線專案，但當時大家都不相信有南線專案的存在；2006年9月，外交部在沒有任何安全查核的情況下迅速將對巴紐進行機密外交的錢匯給金紀玖與吳思材，結果這筆錢反而被金紀玖與吳思材侵吞而爆發巴紐案，巴紐地理位置在澳洲附近，「是不是南線專案？當然是」。
2008年5月20日，最高法院檢察署（最高檢）發函給總統府，請總統府將國務機要費案相關資料解除機密以供偵查之用，並詢問總統府是否有南線專案存在；2008年5月30日，總統府發回函給最高檢，表明：經清查2000年1月1日至2008年5月19日間總統府現有檔案，以及2008年5月20日政權移交時前總統陳水扁、前副總統呂秀蓮、前總統府秘書長陳唐山、前總統府副秘書長陳其邁及林佳龍辦公室所移交的1744件機密文件清單，均無南線專案相關檔案。
2008年5月26日，總統府公布陳水扁政府所移交共計1744件檔案清單，總統府發言人王郁琦說，移交檔案依機密等級，含「絕對機密」1件、「極機密」144件、「機密」184件、「密」141件，「在移交檔案當中，沒有出現關於南線專案的文件」；同日，台北地檢署公訴主任檢察官李嘉明說，前總統府辦公室主任林德訓在應訊時已坦承並無南線專案，陳水扁所稱將部分國務機要費交付「甲君」龔金源從事秘密外交的說法也都是捏造出來的，因此總統府移交檔案內容沒有南線專案，早在檢方預期中，這項證據對於未來檢方法庭攻防以及法院審判都會有正面幫助；同日，邱毅說，這證明陳水扁根本從頭到尾都是騙人、瞎掰。
2008年8月10日，針對報載陳水扁爆出更多機密外交案及堅稱支領國務機要費的南線專案等機密外交絕非捏造，陳水扁辦公室澄清，這絕非特偵組首次傳喚陳水扁應訊的內容，「7月底那次出庭，扁完全沒有提及那些事」。
2008年9月5日，陳水扁向最高法院檢察署特別偵查組（特偵組）承認南線專案全屬捏造，還說當年他只是想用南線專案「甲君」來掩飾「其他對美、日的重要機密外交工作」。
2008年9月7日，陳水扁傳記《台灣之子》作者胡忠信說，陳水扁「無所本」胡亂編造謊言使自己的人格與政治生命都破產；就像國務機要費案的「甲君」是個憑空捏造的人物，所以被檢方識破。
2008年12月18日，陳水扁在庭訊最後15分鐘說，南線專案有其背景，主要是「澳洲幫」如李碧君等人不敢承認發票的事，他們怕被檢察官辦偽證罪，而錢是用於機密外交案「J案」及掩飾另一個機密外交案。
2008年12月29日，台北地方法院第三度審理陳水扁羈押案，陳水扁向審判長蔡守訓承認，根本沒有南線專案，南線專案是他為了掩飾J案而說的，南線專案「甲君」也確實沒有領到機密工作費；他在2007年9月將南線專案相關公訴筆錄核定為國家機密，機密不在發票、而在發票領出來的錢的用途，這是律師團與幕僚建議的；至於是誰建議他把相關筆錄核定為機密，他不太有印象。同月30日凌晨，合議庭評議後宣布，陳水扁涉嫌重罪且有逃亡、串證之虞，故裁定將陳水扁羈押但不禁見。
2008年12月29日，李慧芬返回台灣，她接受中評社專訪時說，陳水扁不但編造龔金源是南線專案「甲君」，還利用當初送兩隻無尾熊「哈雷」與「派翠克」來台灣的澳洲獸醫：當年哈雷與派翠克被送來台灣，為了確保牠們的健康，澳洲政府派了多位獸醫隨行，這些獸醫的食宿全由她埋單；但這些獸醫在君悅飯店住宿的洗衣費、使用房間冰箱內物品等費用都由他們自己拿信用卡付帳，沒想到這些單據後來全都跑到國務機要費帳目裡，他們都成了陳水扁機密外交的一部分；由於澳洲人從事機密外交間諜工作是違法行為，前些日子她把此事告訴其中一位獸醫，這位獸醫嚇了一大跳、並感謝她救了他。
2008年12月30日凌晨，台北地方法院合議庭裁定羈押陳水扁，裁定書指出，羈押理由之一是法院審理國務機要費案時，陳水扁有勾串共犯證人的具體事實，陳水扁也當庭承認南線專案是假的，如未羈押陳水扁，陳水扁可能會利用真假不明的機密外交情事繼續湮滅證據及勾串共犯。同日，李慶華說，龔金源是陳水扁的金主，南線專案是陳水扁為了讓自己從國務機要費案解套而找龔金源來作偽證；陳水扁卸任台北市長後，龔金源提供賓士轎車給陳水扁代步，陳水扁回報龔金源的是台灣企銀官派董事及第一金控官派董事，龔金源回報陳水扁的是作偽證。
2009年1月13日，國立臺灣大學政治學系教授石之瑜與淡江大學美洲研究所教授陳一新說：「國家感覺的養成，如果只是單調地鎖定在與大陸的盲目對抗上，必然適得其反地讓國人感覺悲傷無助，從而失去面對世界所必需的寬廣胸襟與多元視野。表面上，朝野領導人關心台灣的利益與本土的角度，實際上卻摧毀了國人採取任何立場的能力，以至於凡事仰人鼻息、道聽塗說；連南線專案之類的無稽謊言，竟可以贏得諸多博士法官與資深記者至今的深信不疑。」
2009年3月19日，台北地方法院審理扁案，陳鎮慧出庭爆料：陳水扁將「六大機密外交」（C案、W案、S案、UN案、J案、L加FJ案）寫在字條上，要她照抄輸入電腦作成國務機要費的帳；2005年以前的國務機要費憑證，被林德訓及其秘書陳慧雯銷毀；林德訓與曾天賜虛構南線專案，要她向陳瑞仁說謊。
2009年7月29日上午，台北地方法院合議庭傳喚馬永成與林德訓進行國務機要費案言詞辯論，有關南線專案三張領據的交付過程，林德訓說，他只是當陳水扁的信差，根本不知道信封內的實際內容，只是大概知道與曾天賜推動的秘密外交工作有關，應陳水扁的要求暫時保管，之後應陳瑞仁的要求交給查黑中心。
2009年7月30日，陳鎮慧證實，2006年她接受查黑中心偵訊時稱君悅飯店的南線專案發票是曾天賜給的，但事實上是吳淑珍從官邸轉過來給她的；而有關曾天賜南線專案的部分，大部分不是事實；當初她在查黑中心的供述，在開庭前後，「老闆（陳水扁）」、林德訓與曾天賜都會先開會教她該怎麼說。陳鎮慧說，她當時向查黑中心檢察官供述「國務機要費非機密費部分沒有正式帳冊或紀錄，只有個人簡單記載，剩餘款項月底會交給總統辦公室主任」的說法是不實在的，剩餘款項根本沒有交給總統辦公室主任，是林德訓要她說「每月只保管二、三十萬（元）零用金，其他都是交給主任」，其實錢全部都是她在保管；「林德訓說他們有把機密費去做其他用途，他們也不願意我把帳拿出去；還告訴我說，如果被問到，就講沒有記帳」。
2009年9月11日，台北地方法院合議庭認定南線專案為假，判決林德訓成立偽證罪，判刑八個月但減為四個月；判決書指出，2006年7月28日高檢署查黑中心傳喚陳鎮慧之前，陳水扁與吳淑珍在玉山官邸召集馬永成、林德訓、曾天賜等幕僚，共謀在檢察官偵查時以虛偽的「甲君」執行南線專案作偽證；合議庭認定林德訓教唆陳鎮慧作偽證，檢察官沒有起訴，合議庭將這部分移送檢察官偵辦；陳水扁與馬永成涉嫌教唆偽證部分，檢察官也沒有起訴，合議庭也將這部分移送檢察官偵辦。
2009年12月2日上午，台北地檢署偵辦林德訓在國務機要費案中教唆偽證罪，傳喚林德訓與曾天賜出庭作證，林德訓出庭作證並否認涉案，曾天賜未出庭。
2009年12月5日，《聯合報》【黑白集】諷刺《自由時報》：「《自由時報》之『不自由』，最轟動的例子是2006年7月大幅『獨家』報導『南線專案』：『甲君』坐計程車而來，在北一女門口下車，交出『林林總總一堆單據』，然後從總統府人員當場領取現金……。這樣的情節，用腳趾頭想都知道必假無疑；但，《自由時報》的頭牌記者卻以頭條新聞巨幅報導，明知是在幫陳水扁造假脫罪，而仍然甘為阿扁的奴僕與共犯。在這個報導上，記者與報社的理智與良知皆是『不自由』的，卻假藉『新聞自由』來轟動報導這則一眼即可看穿的假新聞。」不過聯合報系的聯合晚報與聯合報當時都有引述「官員證實」、「府核心」的類似報導
2010年6月15日，龔金源在上海首度受訪，他說，南線專案是曾天賜為了應付媒體，所捏造出來的。龔金源說，曾天賜辦公室曾向他提及，拿發票領走的國務機要費中有一筆新臺幣400萬元，不知該向檢方說明是由誰領走；當時他認為陳水扁身為一國元首卻為區區400萬元傷腦筋太過離譜，便自告奮勇承擔起這筆款項，並立即用本名簽下領據，實際上是分文未取；沒想到隔天他接到曾天賜電話指稱，不是差新臺幣400萬元、而是差新臺幣600萬元，請他到辦公室另簽一次領據，這就是後來所謂的「南線專案工作費」；當時他沒想太多，依約前往，只是到場時突然覺得似乎不該簽真名，遂在三張共新臺幣600萬元的領據上隨手簽了「James K」。龔金源說，他壓根沒預料到，拿著領據的曾天賜向《自由時報》記者透露這600萬元是用做機密外交，代號「南線專案」，即台灣對澳洲從事秘密外交，讓他頓時從建商變成情報員；更誇張的是，他明明沒拿錢，《自由時報》的報導卻指稱這600萬元是在北一女門口面交給他；他看到該篇報導，除了傻眼，也立刻想到他在兩岸及澳洲的建築業生意恐怕會受到極大波及，於是立即怒問曾天賜「你什麼不好講，編個南線專案，會惹出大麻煩的」。
2010年12月30日，《聯合報》【黑白集】探討有關政府置入性行銷的議題，內容提到「現今媒體的惡疾，絕不止在置入性行銷」、「真正的媒體醜聞，是用頭條新聞刊登『南線專案』在北一女門口付錢那種惡劣行徑；……這類新聞在形式上不能區隔，在內涵上更是放話造謠；這是媒體之恥、台灣之恥，卻不是『政府置入媒體』、而是『媒體置入政府』」、「這家報紙經常刊出『自由合成』的假照片，甚至連民調也被質疑沒有民調中心；這些，也都不是置入性行銷，卻皆是根本違反了新聞媒體的天條鐵律」，但未點名批判《自由時報》。但《自由時報》認為，聯合報也有報導卻惡意攻擊同業；《自由時報》與鄒景雯提起民事訴訟，要求《聯合報》刊登道歉啟事並賠償新臺幣150萬元。一審判決《自由時報》敗訴，判決指出：《聯合報》無侵害名譽之惡意，應予駁回。《自由時報》不服一審判決，提起上訴。2012年7月31日，臺灣高等法院二審判決駁回《自由時報》上訴，維持原判。。
2011年8月26日上午，台灣高等法院國務機要費案更一審，合議庭增加採認陳水扁其實執行了21項機密外交，因為機密外交費用超過領出的國務機要費，據以判決陳水扁國務機要費案貪汙無罪，但未認定南線專案情節。
2018年11月9日，《中國時報》記者呂昭隆披露，《自由時報》刊登南線專案報導當天，他打電話訪問前國安局局長丁渝洲，丁渝洲對他說，民主國家親自下海搞「地下情報組織」的總統或首相，只有第二次世界大戰的英國首相邱吉爾。丁渝洲說，南線專案報導，只能騙外行人，他不相信。
2019年1月17日，羅文嘉上Hit FM聯播網節目《周玉蔻嗆新聞》，他對主持人周玉蔻說，中華民國從中央到地方每個首長都有特支費，總統的特支費叫做國務機要費，所以在國務機要費的使用上並沒有疑問，並不需要用南線專案來掩蓋。隨後他在廣告時間說，他瞭解南線專案是曾天賜出的主意，「天兵啊！」

### 機密文件認定
此案件中的六份機密文件，總統府方面聲明，總統有專屬的國家機密特權；法院則要求，所有的機密都必須依《國家機密保護法》的規定處理。因此，法院認為，若總統府沒有依《國家機密保護法》的規定來處理這六份機密文件，這六份文件不能被視為機密，並於2007年1月22日開放閱卷。
有關這六份機密文件是存在著總統專屬的國家機密特權，或必須依《國家機密保護法》來處理，總統府於2007年1月25日提出釋憲。

## 相关反应

### 陈水扁
- 陳水扁2006年11月5日以主動薪水減半、奉天專案等三點說明，強調自己沒有貪污的必要[56]：
  - 上任後鑒於關切民生需求，主動同意減半薪水，一個月剩下42萬，一年大約少領550萬元，8年就少領4,400萬，這種天經地義的領薪水，都願意放棄了，有必要用700多張的發票，去貪1,480萬嗎？
  - 總統有國安密帳的私房錢，就是奉天專案的費用，是從民國83年起就存在的專案，83年到89年的期間，總統可以動用的經費，大約是1億1,000萬元，但他仍舊指示繳庫。如果要貪，每年這些可以動用的龐大金額正是最好的機會，但他卻以繳庫方式處理掉。
  - 有關F公關公司的案子及民運人士的案子，期間有3,000萬不是用發票領的，而是用領據來支付的，如果真要歪哥（台灣閩南語，貪污的意思），那3,000萬機密費用，放自己口袋就好了，何必拿出來？這符合邏輯經驗法則嗎？
- 陳水扁表示：收集發票不是「吃飽換枵」（原本可以吃飽飽，但卻換成要餓肚子，有「閒閒沒事做，自找麻煩」之意），因為2002年後，審計單位說需要用發票才能報銷，而奉天和當陽兩專案也在91年先後繳庫，所以只剩國務機要費用總統可以動支。「錢不夠，當然要想辦法」，府方的預算中，機密費和非機密費的比例，多半不是一比一，所以想到要用發票，用符合會計程序的方式報銷。此外，收集發票從91年到95年都在進行，如果那時候就不行，為什麼審計單位從來都沒有提醒過[57]？
- 陳水扁表示：「副總統有，五院院長有，各部會首長有，甚至縣長鄉長都有所謂的首長特支費，但是在總統府的首長預算書中，找不到首長的預算特支費」[58]。

### 其他回應
- 檢察官改革協會2006年11月3日聲明稿：「國務機要費案為我國司法史重要的一案，史無前例的追訴最高權力家庭，勢將掀起政治波瀾。惟檢察官是國家刑事的追訴者，本案承辦檢察官不受國內外政治情勢變動之影響，一以證據法則為主，依法追訴，及為適法之處分。因為法律才是檢察官的武器，也是最後的堡壘。感謝承辦檢察官之辛勞，為我們樹立典範！也期待我國能通過法治，走上文明的康莊大道！」[59]
- 綠六組2006年11月3日聲明稿：「陳水扁總統雖因其職務獲憲法免受刑事追訴的保障，但我們對於陳水扁先生及吳淑珍女士身為本黨首位國家最高公職與第一夫人，卻無法維持民主進步黨立黨以來力求清廉的傳統，甚至公然虛構不實事證，感到無比的悲痛與憤怒！……陳水扁先生與吳淑珍女士的作為，卻深深傷害了黨內同志、所有人民對本黨、對國家、對民主的深刻信念與情感。」[60]
- 曹長青2006年11月5日評論：對於牽扯到一國之元首和外交機密等這麼重要、複雜且棘手內容的情況下，檢察官（指陳瑞仁）不是耐心、全面地聽取充分的說明之後再做決定，而是在剛認定涉嫌犯法的兩天之後，在不給總統夫婦進一步說明機會的情況下，立刻提出起訴，不僅讓人覺得過於草率，甚至給人一種有急迫想定罪的感覺。[61]
- 前總統李登輝2006年11月5日表示：期盼民進黨要深切反省，「沒有人、沒有一個政黨不會做錯事」、「國務機要費案對民進黨是危機，也是轉機」，希望社會大眾讓民進黨有時間思考、處理[62]。
- 台灣政治評論家江春男說：

1. 「阿扁前幾天還大談要凍結《憲法》，但《憲法》賦予他國家元首的超然地位，對外代表國家，對內是三軍統帥；現在他卻淪為替自己和家人辯護的刑事律師；起訴書公佈的當天，他已經失去總統的合法權威。他間接地凍結了自己在《憲法》中的元首地位，他的身份和已被起訴的基隆市長許財利相近，不論心態或反應模式均如出一轍。……阿扁應該有不少委屈，正如因貪污被起訴的政客一樣，但是貪污不一定要把錢放在自己口袋。此外，從起訴書上可以看出，他治國如兒戲，甚至向朋友借錢來辦外交；這當中不知還有多少內幕，一旦發掘起來必會更加令人震驚，這是什麼樣的馬戲團政治。」[63]。
2. 「當年美麗島大審的人權律師……在美麗島大審主張自然法應高於實體法；如今他們卻在主張總統的刑事豁免權應該擴大解釋，不只程序上暫時豁免，實體上也要永久豁免。今天民進黨對阿扁的辯護，與當年國民黨對《戒嚴法》的辯護，心態上幾乎完全一致，只是執政與在野角色剛好易位而已。……如『總統職權內行為，永久不受刑事訴究』這種實體上的永久豁免權一旦成立，則不只蔣家政權擁有永久豁免權，審判獨裁者的國際法庭也應該關門，而民進黨最喜歡強調的『轉型正義』更該走入歷史。」[64]。
3. 「民進黨針對國務機要費聲請大法官釋憲，而大法官將由阿扁提名，與其自身利害有關，不論如何超然，均難昭公信。」[65]。

- 時任副總統的呂秀蓮2006年11月6日指出：全台灣只有兩人懂國務機要費，且總統只管大政方針，錢都是幕僚在動用，其他人都是一知半解。審計部對這個名詞的歷年解釋也不一樣，檢調要如何認定[66]
- 行政院主計處處長許璋瑤2006年11月6日澄清，其實國務機要費中就含有特支費，另外總統批評國務機要費報銷有程序瑕疵，主計處也坦承的確有行政疏失[67]。
- 前新潮流系大老張維嘉因不滿陳瑞仁把他的名字公佈在起訴書上，而於2006年11月7日表示說，這是不負責任的做法，已經造成他很大的困擾，不排除對陳瑞仁提出告訴[68][69]。
- 檢察官改革協會2006年11月7日又批評：陳水扁本應靜待法院審判，但他卻將應在法庭上提出的答辯內容赤裸裸的呈現在電視上，強硬的將台灣人民化為法庭聽眾，以弄亂社會價值觀及攻擊司法的方式代替法律辯護；「陳水扁此舉是意圖用總統的權力貶抑檢察官的公訴權，影響後續司法審判。」[70]
- 律師王照宇2006年11月7日表示：由於馬英九利用需憑證報支的首長特別費，支出私人養狗（該狗名為馬小九[71][72]）的用途，縱使憑證本身為真，也已涉及貪污罪行。另外，根據《總統副總統選舉罷免法》第廿六條第二款之規定：「曾犯貪污罪，經判刑確定者，不得登記為總統、副總統候選人。」如未來檢察官及法院也繼續採取陳瑞仁檢察官的看法，則馬英九的「特支費養馬小九」行為，恐怕也會被認定為貪污；如判刑確定，縱使未被褫奪公權，馬英九也無法參選總統[73]。
- 2006年11月8日《自由時報》報導《亞洲華爾街日報》2006年11月7日社論：國務機要費案經過司法程序審理後，將可進一步鞏固台灣的民主。該社論並指出：國務機要費在台灣已行之有年，自1949年以來，台灣政府就利用外交經費爭取盟友的支持，這些經費為台灣創造機會，能跟一些與中國政府友好的國家進行私下的合作[74]。
- 宜蘭地方法院院長黃瑞華2006年11月8日表示：陳瑞仁檢察官以總統為共犯方式起訴第一夫人吳淑珍涉犯貪污，該起訴書雖未直接列總統為貪污被告，但實質上已對國人乃至全世界，以檢察官的國家權威宣告總統為貪污共犯的「貪污總統」，……總統的人格、尊嚴與榮譽在世人面前被踐踏腳底時，還不能於任期內以憲法賦予刑事被告的人權保障，在法庭上為自己的清白辯護！總統不只失去憲法的元首保障，也沒有刑事訴訟法上被告的答辯權，……這樣的起訴書沒有違憲嗎[75]？
- 前中研院院長李遠哲2006年11月9日發表公開信表示：如果陳總統與執政黨仍無意放棄民主政治的核心價值，無意背棄台灣人民對民主政治永不中止的理想，那麼陳總統與執政黨就必需在「小我」與「大我」、「政黨」與「國家」之間，做出正確的抉擇。因此，值此時刻，我誠懇建議：陳總統有必須慎重考慮去留的問題[76]。
- 前總統府秘書長陳師孟2006年11月12日向媒體（自由時報）投書，希望陳總統援引蔣介石的例子，宣佈因故無法視事先行引退，但司法審判要在1年內終結，如果最後宣判無罪，陳總統就可以宣佈復行視事。而這段期間，陳總統可以重新任命總統府資政若干名，組成「非常時期國政顧問團」，即日起積極參與國政研議，在副總統召集下，建立實質集體領導之運作機制[77]。
- 民進黨前新潮流系二位立委林濁水、李文忠2006年11月13日發表以「誠信」為名的辭職聲明，表達對陳水扁總統面對國務機要費案與黨中央處置的不滿[78]。
- 自由時報副總編輯鄒景雯2006年11月15日評論：同樣是特別費，同樣接受檢察官訊問，同樣被查察是否蒐集不相關的發票報帳，馬英九團隊昨晚的快速切割動作，……但可確定的是，他把陳水扁給比上來了，原來，國親眼中從未瞧得起的阿扁，相較起他們的領導者，道義誠信多太多了[79]。
- 前立委羅文嘉2006年11月28日在美國演講時，質疑陳水扁總統在國務機要費案子上的說法，跟馬英九一樣，是用一個謊去圓另一個謊[80][81]。
- 針對民進黨立院黨團及吳淑珍辯護律師就本案提出釋憲聲請一事，台灣律師魏千峰引用1995年12月21日司法院釋字第388號解釋之解釋文及其理由書「總統刑事豁免權之規定，係針對其職權而設，並非對其個人保障，且亦非全無限制」、《國家機密保護法》第5條第2項第1款「基於隱瞞違法或行政疏失之目的，不得核定國家機密」，認為：司法機關依法偵辦或審判，審核本案國務機要費支出是否合法，正係合法行使職權，並無違憲；「民進黨立院黨團及第一夫人辯護律師的釋憲聲請，透露了執政者欲藉釋憲程序拒絕法治國家權力分立與刑事正義的運作。」[82]。
- 美國時代雜誌於2006年回顧專輯中，列出全世界十大醜聞，其中本案及與陳水扁相關人士的案件名列第五。[83]
- 中華民國司法院大法官作出解釋：總統享有刑事豁免權和國家機密特權，涉及「刑事」案件時，不可偵查、起訴、審判總統；涉及國防、外交等機密時，總統可拒絕作證，有決定不予公開的權力[84]。